# Martin Hess (Fußballspieler)
Martin Hess (* 6. Februar 1987 in Heilbronn) ist ein ehemaliger deutscher Fußballspieler.

## Karriere

### Beginn seiner Karriere
Er begann seine Laufbahn in der Jugend des TSV Biberach und wechselte 2000 zur TSG Heilbronn, ehe er sich 2002 dem VfB Stuttgart anschloss. Mit der VfB-Jugend wurde er sowohl Deutscher B- als auch A-Jugendmeister.

### VfB Stuttgart
Im Sommer 2006 rückte er in die zweite Mannschaft auf und gab für diese am 2. Mai 2006 im Spiel gegen die zweite Mannschaft von 1860 München sein Debüt, als er in der zweiten Halbzeit für Danny Galm eingewechselt wurde. Insgesamt absolvierte er für die Stuttgarter vier Regionalliga-Einsätze, in denen ihm allerdings kein Tor gelang.

### Eintracht Frankfurt
Zur Saison 2007/08 wechselte er zu den Amateuren von Eintracht Frankfurt. Dort wurde er am 1. Dezember 2007 von Trainer Friedhelm Funkel zum ersten Mal in den Bundesliga-Kader berufen, wo er am selben Tag beim Spiel gegen den VfL Wolfsburg sein Bundesliga-Debüt gab. Er wurde in der 77. Minute für Mehdi Mahdavikia eingewechselt, kam fortan aber nur noch in der zweiten Mannschaft der Eintracht zum Einsatz, für die er insgesamt 71 Spiele absolvierte, in denen ihm 36 Treffer gelangen.

### Wacker Burghausen
In der Hinrunde der Saison 2010/11 spielte er für den Drittligisten Wacker Burghausen, für den er 14. August 2010 unter Mario Basler im DFB-Pokal-Spiel gegen Borussia Dortmund debütierte und insgesamt noch 12 weitere Male für Wacker auf dem Platz stand, wobei er zwei Tore schoss. In der Rückrunde wechselte er ablösefrei zum Regionalligisten Sportfreunde Lotte.

### Sportfreunde Lotte
Für die Sportfreunde stand Hess am 29. Januar 2011 gegen die zweite Mannschaft von Bayer 04 Leverkusen zum ersten Mal auf dem Platz und kam in der Rückrunde auf 13 Spiele und drei Tore. Im Verlauf der Saison 2011/12 konnte er sich allerdings nicht als Stammspieler etablieren, wodurch er oft als Joker eingesetzt wurde. Als Einwechselspieler kam Hess dennoch auf 24 Spiele und wurde mit den Sportfreunden Vizemeister.

### SV Waldhof Mannheim
Am 12. Juli 2012 gaben die Kurpfälzer die Verpflichtung des Stürmers bekannt. Der gebürtige Heilbronner unterzeichnete einen Vertrag bis zum 30. Juni 2013.

### SV Schluchtern
Nach einem Jahr mit sieben Regionalligatoren für den SV Waldhof wechselte Hess zur Saison 2013/14 in die Landesliga Württemberg zum SV Schluchtern.

### Neckarsulmer Sport-Union
Nach einem Jahr in Schluchtern schloss Hess sich dem damaligen Verbandsligisten aus Neckarsulm an, mit welchem ihm der Aufstieg in die Oberliga gelang. Zeitweilig war er dort Mannschafts-Kapitän. Sein Tor vom 15. Oktober 2016 zum 2:0 gegen den 1. Göppinger SV wurde von den Fans zum NSU-Tor des Jahres 2016 gewählt und von Hess später als schönstes Tor seiner Karriere bezeichnet.

### Letzte Karrierestationen
2017/2018 spielte Hess für den Verbandsligisten und württembergischen Pokalfinalisten TSV Ilshofen. 2018 wechselte er mit 31 Jahren zum SG Bad Wimpfen. Als Grund gab er an, dass ihm der Aufwand für höherklassigen Amateurfußball zu groß geworden sei. 2019 wurde er vom VfR Heilbronn als spielender Co-Trainer engagiert. Nach einem Wechsel im Jahr 2022 zum FSV Friedrichshaller SV beendete Hess 2023 seine Fußballkarriere.